# Statistiche e record di Karolína Plíšková
| Finali in carriera                               |                            |       |       |     |     |
| Specialità                                       | Categoria                  | Vinte | Perse | Tot | V % |
| Singolare                                        | Grande Slam                | 0     | 1     | 1   | 0%  |
| Singolare                                        | Olimpiadi estive           | 0     | 0     | 0   | -   |
| Singolare                                        | WTA Finals                 | 0     | 0     | 0   | -   |
| Singolare                                        | WTA Elite Trophy           | 0     | 1     | 1   | 0%  |
| Singolare                                        | WTA Premier Mandatory & 5* | 2     | 4     | 6   | 33% |
| Singolare                                        | WTA Premier & Tour         | 14    | 8     | 22  | 64% |
| Singolare                                        | Totale                     | 17    | 14    | 30  | 53% |
| Doppio                                           | Grande Slam                | 0     | 0     | 0   | -   |
| Doppio                                           | Olimpiadi estive           | 0     | 0     | 0   | -   |
| Doppio                                           | Torneo di fine anno        | -     | -     | -   | -   |
| Doppio                                           | WTA Premier Mandatory & 5* | 0     | 1     | 1   | 0%  |
| Doppio                                           | WTA Premier & Tour         | 5     | 1     | 6   | 83% |
| Doppio                                           | Totale                     | 5     | 2     | 7   | 71% |
| * Conosciuti in precedenza come tornei "Tier I". |                            |       |       |     |     |

In questa pagina sono riportare le statistiche realizzate da Karolína Plíšková durante la sua carriera tennistica.

## Statistiche WTA

### Singolare

#### Vittorie (17)
| Legenda               | Legenda      |
| --------------------- | ------------ |
| Grande Slam (0)       |              |
| Ori Olimpici (0)      |              |
| WTA Finals (0)        |              |
| WTA Elite Trophy (0)  |              |
| Dal 2009 al 2020      | Dal 2021     |
| Premier Mandatory (0) | WTA 1000 (0) |
| Premier 5 (2)         | WTA 1000 (0) |
| Premier (9)           | WTA 500 (0)  |
| International (5)     | WTA 250 (1)  |

| N.  | Data              | Torneo                                      | Superficie      | Avversaria in finale  | Punteggio           |
| 1.  | 3 marzo 2013      | Malaysia Classic, Kuala Lumpur              | Cemento         | Bethanie Mattek-Sands | 1–6, 7–5, 6–3       |
| 2.  | 21 settembre 2014 | Kia Korea Open, Seul                        | Cemento         | Varvara Lepchenko     | 6–3, 6(5)–7, 6–2    |
| 3.  | 12 ottobre 2014   | Generali Ladies Linz, Linz                  | Cemento (i)     | Camila Giorgi         | 6(4)–7, 6–3, 7–6(4) |
| 4.  | 2 maggio 2015     | Sparta Prague WTA, Praga                    | Terra rossa     | Lucie Hradecká        | 4–6, 7–5, 6–3       |
| 5.  | 12 giugno 2016    | Nottingham Open, Nottingham                 | Erba            | Alison Riske          | 7–6(8), 7–5         |
| 6.  | 21 agosto 2016    | Western & Southern Open, Cincinnati         | Cemento         | Angelique Kerber      | 6–3, 6–1            |
| 7.  | 7 gennaio 2017    | Brisbane International, Brisbane            | Cemento         | Alizé Cornet          | 6–0, 6–3            |
| 8.  | 18 febbraio 2017  | Qatar Total Open, Doha                      | Cemento         | Caroline Wozniacki    | 6–3, 6–4            |
| 9.  | 1º luglio 2017    | AEGON International, Eastbourne             | Erba            | Caroline Wozniacki    | 6–4, 6–4            |
| 10. | 29 aprile 2018    | Porsche Tennis Grand Prix, Stoccarda        | Terra rossa (i) | Coco Vandeweghe       | 7–6(2), 6–4         |
| 11. | 23 settembre 2018 | Toray Pan Pacific Open, Tokyo               | Cemento (i)     | Naomi Ōsaka           | 6–4, 6–4            |
| 12. | 6 gennaio 2019    | Brisbane International, Brisbane (2)        | Cemento         | Lesja Curenko         | 4–6, 7–5, 6–2       |
| 13. | 19 maggio 2019    | Internazionali BNL d'Italia, Roma           | Terra rossa     | Johanna Konta         | 6–3, 6–4            |
| 14. | 29 giugno 2019    | Nature Valley International, Eastbourne (2) | Erba            | Angelique Kerber      | 6–1, 6–4            |
| 15. | 15 settembre 2019 | Zhengzhou Open, Zhengzhou                   | Cemento         | Petra Martić          | 6–3, 6–2            |
| 16. | 12 gennaio 2020   | Brisbane International, Brisbane (3)        | Cemento         | Madison Keys          | 6–4, 4–6, 7–5       |
| 17. | 11 febbraio 2024  | Transylvania Open, Cluj-Napoca              | Cemento (i)     | Ana Bogdan            | 6–4, 6–3            |

#### Sconfitte (17)
| Legenda               | Legenda      |
| --------------------- | ------------ |
| Grande Slam (2)       |              |
| Argenti Olimpici (0)  |              |
| WTA Finals (0)        |              |
| WTA Elite Trophy (1)  |              |
| Dal 2009 al 2020      | Dal 2021     |
| Premier Mandatory (1) | WTA 1000 (2) |
| Premier 5 (2)         | WTA 1000 (2) |
| Premier (4)           | WTA 500 (0)  |
| International (4)     | WTA 250 (1)  |

| N.  | Data              | Torneo                                  | Superficie  | Avversaria in finale | Punteggio           |
| 1.  | 2 febbraio 2014   | PTT Pattaya Open, Pattaya               | Cemento     | Ekaterina Makarova   | 3–6, 6(7)–7         |
| 2.  | 24 maggio 2014    | Nürnberger Versicherungscup, Norimberga | Terra rossa | Eugenie Bouchard     | 2–6, 6–4, 3–6       |
| 3.  | 14 settembre 2014 | Hong Kong Open, Hong Kong               | Cemento     | Sabine Lisicki       | 5–7, 3–6            |
| 4.  | 16 gennaio 2015   | Apia International Sydney, Sydney       | Cemento     | Petra Kvitová        | 6(5)–7, 6(6)–7      |
| 5.  | 21 febbraio 2015  | Dubai Tennis Championships, Dubai       | Cemento     | Simona Halep         | 4–6, 6(4)–7         |
| 6.  | 21 giugno 2015    | AEGON Classic, Birmingham               | Erba        | Angelique Kerber     | 7–6(5), 3–6, 6(4)–7 |
| 7.  | 9 agosto 2015     | Bank of the West Classic, Stanford      | Cemento     | Angelique Kerber     | 3–6, 7–5, 4–6       |
| 8.  | 8 novembre 2015   | WTA Elite Trophy, Zhuhai                | Cemento (i) | Venus Williams       | 5–7, 6(5)–7         |
| 9.  | 25 giugno 2016    | AEGON International, Eastbourne         | Erba        | Dominika Cibulková   | 5–7, 3–6            |
| 10. | 10 settembre 2016 | US Open, New York                       | Cemento     | Angelique Kerber     | 3–6, 6–4, 4–6       |
| 11. | 14 ottobre 2018   | Tianjin Open, Tianjin                   | Cemento     | Caroline Garcia      | 6(7)–7, 3–6         |
| 12. | 30 marzo 2019     | Miami Open, Miami Gardens               | Cemento     | Ashleigh Barty       | 6(1)–7, 3–6         |
| 13. | 21 settembre 2020 | Internazionali BNL d'Italia, Roma       | Terra rossa | Simona Halep         | 0–6, 1–2 rit.       |
| 14. | 16 maggio 2021    | Internazionali BNL d'Italia, Roma (2)   | Terra rossa | Iga Świątek          | 0–6, 0–6            |
| 15. | 10 luglio 2021    | Torneo di Wimbledon, Londra             | Erba        | Ashleigh Barty       | 3–6, 7–6(4), 3–6    |
| 16. | 15 agosto 2021    | National Bank Open, Montréal            | Cemento     | Camila Giorgi        | 3–6, 5–7            |
| 17. | 16 giugno 2024    | Rothesay Open, Nottingham               | Erba        | Katie Boulter        | 6–4, 3–6, 2–6       |

### Doppio

#### Vittorie (5)
| Legenda               | Legenda      |
| --------------------- | ------------ |
| Grande Slam (0)       |              |
| Ori Olimpici (0)      |              |
| WTA Finals (0)        |              |
| WTA Elite Trophy (0)  |              |
| Dal 2009 al 2020      | Dal 2021     |
| Premier Mandatory (0) | WTA 1000 (0) |
| Premier 5 (0)         | WTA 1000 (0) |
| Premier (1)           | WTA 500 (0)  |
| International (4)     | WTA 250 (0)  |

| N. | Data              | Torneo                                  | Superficie  | Compagna           | Avversarie in finale                     | Punteggio         |
| 1. | 13 ottobre 2013   | Generali Ladies Linz, Linz              | Cemento (i) | Kristýna Plíšková  | Gabriela Dabrowski Alicja Rosolska       | 7–6(6), 6–4       |
| 2. | 24 maggio 2014    | Nürnberger Versicherungscup, Norimberga | Terra rossa | Michaëlla Krajicek | Ioana Raluca Olaru Shahar Peer           | 6–0, 4–6, [10–6]  |
| 3. | 13 luglio 2014    | Gastein Ladies, Bad Gastein             | Terra rossa | Kristýna Plíšková  | Andreja Klepač María Teresa Torró Flor   | 4–6, 6–3, [10–6]  |
| 4. | 14 settembre 2014 | Hong Kong Open, Hong Kong               | Cemento     | Kristýna Plíšková  | Patricia Mayr-Achleitner Arina Rodionova | 6–2, 2–6, [12–10] |
| 5. | 19 giugno 2016    | AEGON Classic, Birmingham               | Erba        | Barbora Strýcová   | Vania King Alla Kudrjavceva              | 6–3, 7–6(1)       |

#### Sconfitte (2)
| Legenda               | Legenda      |
| --------------------- | ------------ |
| Grande Slam (0)       |              |
| Argenti Olimpici (0)  |              |
| WTA Finals (0)        |              |
| WTA Elite Trophy (0)  |              |
| Dal 2009 al 2020      | Dal 2021     |
| Premier Mandatory (1) | WTA 1000 (0) |
| Premier 5 (0)         | WTA 1000 (0) |
| Premier (0)           | WTA 500 (0)  |
| International (1)     | WTA 250 (0)  |

| N. | Data           | Torneo                                       | Superficie  | Compagna          | Avversarie in finale                  | Punteggio        |
| 1. | 13 luglio 2013 | Internazionali Femminili di Palermo, Palermo | Terra rossa | Kristýna Plíšková | Katarzyna Piter Kristina Mladenovic   | 1–6, 7–5, [8–10] |
| 2. | 19 marzo 2016  | BNP Paribas Open, Indian Wells               | Cemento     | Julia Görges      | Bethanie Mattek-Sands Coco Vandeweghe | 6–4, 4–6, [6–10] |

## Statistiche ITF

### Singolare

#### Vittorie (10)
| Torneo $100.000 (0) |
| Torneo $80.000 (0)  |
| Torneo $75.000 (0)  |
| Torneo $60.000 (0)  |
| Torneo $50.000 (2)  |
| Torneo $25.000 (7)  |
| Torneo $15.000 (0)  |
| Torneo $10.000 (1)  |

| N.  | Data              | Torneo                                                | Superficie    | Avversaria in finale | Punteggio           |
| 1.  | 20 aprile 2008    | Bluesun Bol Ladies Open, Bol                          | Terra rossa   | Florence Haring      | 6–4, 7–5            |
| 2.  | 31 maggio 2009    | Torneo Internazionale Femminile Città di Grado, Grado | Terra rossa   | Julia Schruff        | 7–6(2), 7–5         |
| 3.  | 13 settembre 2009 | Noto International Women's Open, Noto                 | Sintetico     | Shiho Hisamatsu      | 3–6, 7–6(2), 7–6(9) |
| 4.  | 2 maggio 2010     | Kangaroo Cup, Gifu                                    | Sintetico     | Sun Shengnan         | 6–3, 3–6, 6–3       |
| 5.  | 24 ottobre 2010   | AEGON Pro Series Glasgow, Glasgow                     | Cemento (i)   | Eirini Georgatou     | 3–6, 6–0, 6–3       |
| 6.  | 23 ottobre 2011   | Gosen Cup, Makinohara                                 | Erba          | Erika Sema           | 6(5)–7, 6–2, 6–0    |
| 7.  | 30 ottobre 2011   | Tokyu Harvest Cup, Shizuoka                           | Erba          | Junri Namigata       | 6–2, 7–6(4)         |
| 8.  | 5 febbraio 2012   | Open GDF Suez De L'Isere, Grenoble                    | Cemento (i)   | Kristýna Plíšková    | 7–6(11), 7–6(6)     |
| 9.  | 18 novembre 2012  | Hart Open, Zawada                                     | Sintetico (i) | Ana Vrljić           | 6–3, 6–2            |
| 10. | 15 settembre 2013 | ITF Women's Circuit Sanya, Sanya                      | Cemento       | Zheng Saisai         | 6–3, 6–4            |

#### Sconfitte (6)
| Torneo $100.000 (0) |
| Torneo $80.000 (0)  |
| Torneo $75.000 (1)  |
| Torneo $60.000 (0)  |
| Torneo $50.000 (1)  |
| Torneo $25.000 (4)  |
| Torneo $15.000 (0)  |
| Torneo $10.000 (0)  |

| N. | Data             | Torneo                                                   | Superficie  | Avversaria in finale | Punteggio        |
| 1. | 16 maggio 2010   | Kurume Best Amenity International Women's Tennis, Kurume | Erba        | Kristýna Plíšková    | 7–5, 2–6, 0–6    |
| 2. | 5 giugno 2011    | Zubr Cup, Přerov                                         | Terra rossa | Réka Luca Jani       | 0–6, 3–6         |
| 3. | 17 luglio 2011   | Darmstadt Tennis International, Darmstadt                | Terra rossa | Mandy Minella        | 6(5)–7, 2–6      |
| 4. | 20 novembre 2011 | Slovak Open, Bratislava                                  | Cemento (i) | Lesja Curenko        | 5–7, 3–6         |
| 5. | 4 dicembre 2011  | Vitality Trophy, Vendryně                                | Cemento (i) | Amra Sadiković       | 7–5, 1–6, 6(5)–7 |
| 6. | 3 giugno 2013    | AEGON Trophy, Nottingham                                 | Erba        | Petra Martić         | 3–6, 3–6         |

### Doppio

#### Vittorie (6)
| Torneo $100.000 (1) |
| Torneo $80.000 (0)  |
| Torneo $75.000 (0)  |
| Torneo $60.000 (0)  |
| Torneo $50.000 (0)  |
| Torneo $25.000 (5)  |
| Torneo $15.000 (0)  |
| Torneo $10.000 (0)  |

| N. | Data             | Torneo                                          | Superficie    | Compagna            | Avversarie in finale                  | Punteggio        |
| 1. | 13 febbraio 2011 | Women's Childhelp Desert Classic, Rancho Mirage | Cemento       | Kristýna Plíšková   | Nadejda Guskova Sandra Zaniewska      | 6(6)–7, 6–1, 6–4 |
| 2. | 5 giugno 2011    | Zubr Cup, Přerov                                | Terra rossa   | Kateřina Kramperová | Ljudmyla Kičenok Nadežda Kičenok      | 6–3, 6–4         |
| 3. | 7 agosto 2011    | Vancouver Open, Vancouver                       | Cemento       | Kristýna Plíšková   | Jamie Hampton Noppawan Lertcheewakarn | 5–7, 6–2, [10–2] |
| 4. | 29 gennaio 2012  | Open GDF SUEZ 42, Andrézieux-Bouthéon           | Cemento (i)   | Kristýna Plíšková   | Julie Coin Eva Hrdinová               | 6–4, 4–6, [10–5] |
| 5. | 5 febbraio 2012  | Open GDF Suez De L'Isere, Grenoble              | Cemento (i)   | Kristýna Plíšková   | Valentina Ivachnenko Maryna Zanevs'ka | 6–1, 6–3         |
| 6. | 18 novembre 2012 | Hart Open, Zawada                               | Sintetico (i) | Kristýna Plíšková   | Kristina Barrois Sandra Klemenschits  | 6–3, 6–1         |

#### Sconfitte (6)
| Torneo $100.000 (1) |
| Torneo $80.000 (0)  |
| Torneo $75.000 (2)  |
| Torneo $60.000 (0)  |
| Torneo $50.000 (1)  |
| Torneo $25.000 (2)  |
| Torneo $15.000 (0)  |
| Torneo $10.000 (0)  |

| N. | Data              | Torneo                                                   | Superficie  | Compagna          | Avversarie in finale              | Punteggio            |
| 1. | 15 maggio 2010    | Kurume Best Amenity International Women's Tennis, Kurume | Erba        | Kristýna Plíšková | Sun Shengnan Xu Yifan             | 0–6, 3–6             |
| 2. | 11 luglio 2011    | Darmstadt Tennis International, Darmstadt                | Terra rossa | Hana Birnerová    | Natela Dzalamidze Anna Zaja       | 5–7, 6–2, [6–10]     |
| 3. | 4 novembre 2011   | OEC Taipei Ladies Open, Taipei                           | Cemento (i) | Kristýna Plíšková | Chan Yung-jan Zheng Jie           | 6(5)–7, 7–5, [5–10]  |
| 4. | 20 novembre 2011  | Slovak Open, Bratislava                                  | Cemento (i) | Kristýna Plíšková | Naomi Broady Kristina Mladenovic  | 7–5, 4–6, [2–10]     |
| 5. | 22 settembre 2012 | AEGON Pro Series Shrewsbury, Shrewsbury                  | Cemento (i) | Kristýna Plíšková | Vesna Dolonc Stefanie Vögele      | 1–6, 7–6(3), [13–15] |
| 6. | 1º dicembre 2012  | Al Habtoor Tennis Challenge, Dubai                       | Cemento     | Eva Hrdinová      | Maria Elena Camerin Vera Duševina | 5–7, 3–6             |

## Risultati in progressione
| V | F | SF | QF | #T | RR | Q# | A | ND |

(V) Torneo vinto; raggiunto (F) finale, (SF) semifinale, (QF) quarti di finale, (#T) turni 4, 3, 2, 1; (RR) round - robin; (Q#) Turno di qualificazione; (A) assente dal torneo; (ND) torneo non disputato.

### Singolare
Aggiornato a Internazionali d'Italia 2021 in corso 
| Torneo                 | 2010            | 2011            | 2012            | 2013            | 2014            | 2015            | 2016            | 2017            | 2018            | 2019            | 2020          | 2021          | Titoli       | V-S          |
| ---------------------- | --------------- | --------------- | --------------- | --------------- | --------------- | --------------- | --------------- | --------------- | --------------- | --------------- | ------------- | ------------- | ------------ | ------------ |
| Tornei del Grande Slam |                 |                 |                 |                 |                 |                 |                 |                 |                 |                 |               |               |              |              |
| Australian Open        | A               | Q1              | Q1              | 1T              | 2T              | 3T              | 3T              | QF              | QF              | SF              | 3T            | 3T            | 0 / 9        | 22–9         |
| Open di Francia        | A               | Q2              | 1T              | 1T              | 2T              | 2T              | 1T              | SF              | 3T              | 3T              | 2T            |               | 0 / 9        | 12–9         |
| Wimbledon              | Q1              | A               | 1T              | 2T              | 2T              | 2T              | 2T              | 2T              | 4T              | 4T              | ND            |               | 0 / 8        | 11–8         |
| US Open                | Q1              | Q1              | Q2              | 1T              | 3T              | 1T              | F               | QF              | QF              | 4T              | 2T            |               | 0 / 7        | 19–7         |
| Totale                 | 0–0             | 0–0             | 0–2             | 1–4             | 5–4             | 4–4             | 9–4             | 14–4            | 13–4            | 13–4            | 4–3           | 2–1           | 0 / 34       | 65–34        |
| Giochi olimpici        |                 |                 |                 |                 |                 |                 |                 |                 |                 |                 |               |               |              |              |
| Giochi olimpici        | Non disputati   | Non disputati   | A               | Non disputati   | Non disputati   | Non disputati   | A               | Non disputati   | Non disputati   | Non disputati   | Non disputati |               | 0 / 0        | 0–0          |
| Tornei di fine anno    |                 |                 |                 |                 |                 |                 |                 |                 |                 |                 |               |               |              |              |
| WTA Finals             | Non qualificata | Non qualificata | Non qualificata | Non qualificata | Non qualificata | Non qualificata | RR              | SF              | SF              | SF              | ND            |               | 0 / 4        | 7–8          |
| WTA Elite Trophy       | Non qualificata | Non qualificata | Non qualificata | Non qualificata | Non qualificata | F               | Non qualificata | Non qualificata | Non qualificata | Non qualificata | ND            |               | 0 / 1        | 3–1          |
| WTA 1000               |                 |                 |                 |                 |                 |                 |                 |                 |                 |                 |               |               |              |              |
| Doha / Dubai[1]        | Assente         | Assente         | Assente         | Assente         | 3T              | F               | 1T              | 2T              | 3T              | QF              | 3T            | A             | 0 / 7        | 10–7         |
| Indian Wells           | Assente         | Assente         | Q1              | Q1              | 3T              | 4T              | SF              | SF              | QF              | QF              | Non disputato | Non disputato | 0 / 6        | 18–6         |
| Miami                  | Assente         | Assente         | Assente         | 2T              | 1T              | QF              | 2T              | SF              | QF              | F               | ND            | 3T            | 0 / 8        | 17–8         |
| Madrid                 | Assente         | Assente         | Assente         | Q1              | 1T              | 2T              | 2T              | 2T              | SF              | 2T              | ND            | 2T            | 0 / 7        | 9–7          |
| Roma                   | Assente         | Assente         | Assente         | Assente         | Assente         | 1T              | 1T              | QF              | 2T              | V               | F1            | SF            | 1 / 7        | 14–4         |
| Montréal / Toronto     | Assente         | Assente         | Assente         | Q2              | 2T              | 1T              | 3T              | QF              | 2T              | QF              | ND            |               | 0 / 6        | 7–6          |
| Cincinnati             | Assente         | Assente         | Q2              | Q2              | Q1              | 3T              | V               | SF              | 2T              | QF              | 2T            |               | 1 / 6        | 12–5         |
| Tokyo / Wuhan[2]       | A               | 1T              | Assente         | Assente         | 3T              | QF              | 3T              | QF              | 2T              | 3T              | ND            |               | 0 / 7        | 7–7          |
| Pechino                | Assente         | Assente         | Assente         | Q2              | 1T              | 1T              | 3T              | 3T              | 3T              | 2T              | ND            |               | 0 / 6        | 6–6          |
| WTA 500                |                 |                 |                 |                 |                 |                 |                 |                 |                 |                 |               |               |              |              |
| Abu Dhabi              | Non disputato   | Non disputato   | Non disputato   | Non disputato   | Non disputato   | Non disputato   | Non disputato   | Non disputato   | Non disputato   | Non disputato   | Non disputato | 2T            | 0 / 1        | 1–1          |
| Melbourne 1            | Non disputato   | Non disputato   | Non disputato   | Non disputato   | Non disputato   | Non disputato   | Non disputato   | Non disputato   | Non disputato   | Non disputato   | Non disputato | 2T            | 0 / 1        | 1–1          |
| Brisbane               | Assente         | Assente         | Assente         | Q1              | A               | 2T              | A               | V               | SF              | V               | V             | ND            | 3 / 5        | 17–2         |
| Sydney                 | Assente         | Assente         | Assente         | 1T              | A               | F               | QF              | Assente         | Assente         | Assente         | Assente       | ND            | 0 / 2        | 6–2          |
| Adelaide               | Non disputato   | Non disputato   | Non disputato   | Non disputato   | Non disputato   | Non disputato   | Non disputato   | Non disputato   | Non disputato   | Non disputato   | Assente       | Assente       | 0 / 0        | 0–0          |
| Parigi                 | Assente         | Assente         | Assente         | Q2              | A               | Non disputato   | Non disputato   | Non disputato   | Non disputato   | Non disputato   | Non disputato | Non disputato | 0 / 0        | 0–0          |
| Anversa                | Non disputato   | Non disputato   | Non disputato   | Non disputato   | Non disputato   | SF              | Non disputato   | Non disputato   | Non disputato   | Non disputato   | Non disputato | Non disputato | 0 / 1        | 3–1          |
| Doha / Dubai[1]        | Assente         | Assente         | Assente         | Q1              | 1T              | F               | 1T              | 2T              | QF              | QF              | QF            | QF            | 0 / 8        | 10–8         |
| Charleston             | Assente         | Assente         | 1T              | Q2              | Assente         | Assente         | Assente         | Assente         | Assente         | Assente         | ND            | A             | 0 / 1        | 0–1          |
| Stoccarda              | Assente         | Assente         | Assente         | Assente         | Assente         | Assente         | QF              | QF              | V               | 2T              | ND            | QF            | 1 / 5        | 10–5         |
| Eastbourne             | Assente         | Assente         | Assente         | Q3              | Q3              | 3T              | F               | V               | QF              | V               | ND            |               | 2 / 5        | 17–3         |
| Stanford               | Assente         | Assente         | Assente         | Assente         | 2T              | F               | Assente         | Assente         | Assente         | Assente         | ND            |               | 0 / 2        | 4–2          |
| New Haven              | Assente         | Assente         | Assente         | Q1              | Q1              | QF              | Assente         | Assente         | 1T              | Non WTA 500     | Non WTA 500   | Non WTA 500   | 0 / 2        | 2–2          |
| Zhengzhou              | Non disputato   | Non disputato   | Non disputato   | Non disputato   | Non disputato   | Non disputato   | Non disputato   | Non disputato   | Non disputato   | V               | ND            |               | 1 / 1        | 4–0          |
| Osaka / Tokyo          | Assente         | Assente         | Assente         | Assente         | Assente         | QF              | 2T              | QF              | V               | A               | ND            |               | 1 / 4        | 6–3          |
| Mosca                  | Assente         | Assente         | Q2              | A               | 1T              | 2T              | Assente         | Assente         | 2T              | Assente         | Assente       |               | 0 / 3        | 1–3          |
| Carriera               |                 |                 |                 |                 |                 |                 |                 |                 |                 |                 |               |               |              |              |
| Titoli                 | 0               | 0               | 0               | 1               | 2               | 1               | 2               | 3               | 2               | 4               | 1             | 0             | 16           | 16           |
| Finali                 | 0               | 0               | 0               | 1               | 5               | 6               | 4               | 3               | 3               | 5               | 2             | 0             | 29           | 29           |
| Totale V–S             | 0–1             | 0–3             | 1–6             | 11–15           | 44–24           | 50–25           | 40–21           | 51–18           | 48–22           | 52–17           | 14–8          | 12–7          | 325–171      | 325–171      |
| Vittorie %             | 0%              | 0%              | 14%             | 42%             | 65%             | 67%             | 66%             | 65%             | 69%             | 75%             | 64%           | 63%           | 66%          | 66%          |
| Ranking di fine anno   | 203             | 159             | 120             | 67              | 24              | 11              | 6               | 4               | 8               | 2               | 6             |               | $ 20.656.900 | $ 20.656.900 |

• 1 Il ritiro causa infortunio in finale non viene contata come una sconfitta.

### Doppio nei tornei del Grande Slam
| Torneo          | 2012 | 2013 | 2014 | 2015 | 2016 | 2017 | 2018 | 2019 | 2020 | V-S   |
| --------------- | ---- | ---- | ---- | ---- | ---- | ---- | ---- | ---- | ---- | ----- |
| Australian Open | A    | A    | 1T   | 1T   | SF   | 1T   | A    | A    | A    | 4–4   |
| Open di Francia | A    | 1T   | 1T   | 2T   | 3T   | A    | A    | A    |      | 3–4   |
| Wimbledon       | A    | 1T   | 1T   | 1T   | SF   | A    | A    | A    | ND   | 4–4   |
| US Open         | 1T   | 1T   | 1T   | 1T   | 3T   | A    | A    | A    |      | 2–5   |
| Totale          | 0–1  | 0–3  | 0–4  | 1–4  | 12–4 | 0–1  | 0-0  | 0-0  | 0-0  | 13–17 |

### Doppio misto nei tornei del Grande Slam
| Torneo          | 2012 | 2013 | 2014 | 2015 | 2016 | 2017 |
| --------------- | ---- | ---- | ---- | ---- | ---- | ---- |
| Australian Open | A    | A    | A    | A    | A    | A    |
| Open di Francia | A    | A    | A    | A    | A    | A    |
| Wimbledon       | A    | A    | 2T   | A    | A    | A    |
| US Open         | A    | A    | A    | A    | A    |      |

## Montepremi annuali
| Anno      | Grandi Slam | Tornei WTA | Vittorie Totali | Guadagni ($) | #   |
| --------- | ----------- | ---------- | --------------- | ------------ | --- |
| 2010-2012 | 0           | 0          | 0               | 233.003$     | N/A |
| 2013      | 0           | 1          | 1               | 296.840$     | 87  |
| 2014      | 0           | 2          | 2               | 768.635$     | 34  |
| 2015      | 0           | 1          | 1               | 1.658.155$   | 18  |
| 2016      | 0           | 2          | 2               | 3.976.093$   | 5   |
| 2017      | 0           | 3          | 3               | 3.902.665$   | 7   |
| 2018      | 0           | 2          | 2               | 3.539.050$   | 8   |
| 2019      | 0           | 4          | 4               | 5.138.077$   | 6   |
| 2020[2]   | 0           | 1          | 1               | 888.916$     | 15  |
| 2021      | 0           | 0          | 0               | 156.987$     | 34  |
| Totale    | 0           | 16         | 16              | 20.558.421$  | 17  |

 I colori sono utilizzati quando la tennista compare tra le prime 10 in ordine di guadagni annuali. 
- [2] La stagione 2020 viene sospesa da marzo a settembre a causa della Pandemia di COVID-19.

## Teste di serie nei Grandi Slam
In corsivo sono indicati gli Slam nei quali è stata finalista, mentre in grassetto quelli che ha vinto. 
| Anno    | Australian Open    | Open di Francia    | Wimbledon          | US Open            |
| ------- | ------------------ | ------------------ | ------------------ | ------------------ |
| 2012    | Non giocato        | Qualificata        | Qualificata        | Non giocato        |
| 2013    | Non testa di serie | Non testa di serie | Non testa di serie | Non testa di serie |
| 2014    | Non testa di serie | Non testa di serie | Non testa di serie | Non testa di serie |
| 2015    | 22a                | 12a                | 11a                | 8a                 |
| 2016    | 9a                 | 17a                | 15a                | 10a                |
| 2017    | 5a                 | 2a                 | 3a                 | 1a                 |
| 2018    | 6a                 | 6a                 | 7a                 | 8a                 |
| 2019    | 7a                 | 2a                 | 3a                 | 3a                 |
| 2020[3] | 2a                 | 2a                 | Non disputato      | 1a                 |
| 2021    | 6a                 |                    |                    |                    |

- [3] La stagione 2020 viene sospesa da marzo a settembre a causa della Pandemia di COVID-19: Wimbledon non viene disputato, mentre l'Open di Francia posticipato.

## Striscia di vittorie nei Grandi Slam
|       | Australian Open 2019  | Australian Open 2019 | Australian Open 2019 |
| Turno | Avversaria            | Ranking              | Punteggio            |
| ----- | --------------------- | -------------------- | -------------------- |
| 1T    | Karolína Muchová (Q)  | 139                  | 6–3, 6–2             |
| 2T    | Madison Brengle       | 88                   | 4–6, 6–1, 6–0        |
| 3T    | Camila Giorgi (27)    | 27                   | 6–4, 3–6, 6–2        |
| 4T    | Garbiñe Muguruza (18) | 18                   | 6–3, 6–1             |
| QF    | Serena Williams (16)  | 16                   | 6–4, 4–6, 7–5        |
| SF    | Naomi Ōsaka (4)       | 4                    | 2–6, 6–4, 4–6        |

|       | Open di Francia 2017   | Open di Francia 2017 | Open di Francia 2017 |
| Turno | Avversaria             | Ranking              | Punteggio            |
| ----- | ---------------------- | -------------------- | -------------------- |
| 1T    | Zheng Saisai           | 67                   | 7–5, 6–2             |
| 2T    | Ekaterina Aleksandrova | 86                   | 6–2, 4–6, 6–3        |
| 3T    | Carina Witthöft        | 73                   | 7–5, 6–1             |
| 4T    | Verónica Cepede Royg   | 95                   | 2–6, 6–3, 6–4        |
| QF    | Caroline Garcia (28)   | 27                   | 7–6(3), 6–4          |
| SF    | Simona Halep (3)       | 4                    | 4–6, 6–3, 3–6        |

|       | Wimbledon 2018          | Wimbledon 2018 | Wimbledon 2018   |
| Turno | Avversaria              | Ranking        | Punteggio        |
| ----- | ----------------------- | -------------- | ---------------- |
| 1T    | Harriet Dart (WC)       | 171            | 7–6(2), 2–6, 6–1 |
| 2T    | Viktoryja Azaranka      | 87             | 6–3, 6–3         |
| 3T    | Mihaela Buzărnescu (29) | 28             | 3–6, 7–6(3), 6–1 |
| 4T    | Kiki Bertens (20)       | 20             | 3–6, 6(1)–7      |
|       | Wimbledon 2019          |                |                  |
| Turno | Avversaria              | Ranking        | Punteggio        |
| 1T    | Zhu Lin                 | 101            | 6–2, 7–6(4)      |
| 2T    | Mónica Puig             | 52             | 6–0, 6–4         |
| 3T    | Hsieh Su-Wei (28)       | 29             | 6–3, 2–6, 6–4    |
| 4T    | Karolína Muchová        | 68             | 6–4, 5–7, 11–13  |

|       | US Open 2016                  | US Open 2016 | US Open 2016     |
| Turno | Avversaria                    | Ranking      | Punteggio        |
| ----- | ----------------------------- | ------------ | ---------------- |
| 1T    | Sofia Kenin (WC)              | 243          | 6–4, 6–3         |
| 2T    | Montserrat González (Q)       | 192          | 6–1, 7–5         |
| 3T    | Anastasija Pavljučenkova (17) | 18           | 6–2, 6–4         |
| 4T    | Venus Williams (6)            | 6            | 4–6, 6–4, 7–6(3) |
| QF    | Ana Konjuh                    | 92           | 6–2, 6–2         |
| SF    | Serena Williams (1)           | 1            | 6–2, 7–6(3)      |
| F     | Angelique Kerber (2)          | 2            | 3–6, 6–4, 4–6    |

## Vittorie contro giocatrici Top 10
| Stagione | 2014 | 2015 | 2016 | 2017 | 2018 | 2019 | 2020 | 2021 | 2022 | 2023 | 2024 | Totale |
| Vittorie | 2    | 3    | 7    | 8    | 6    | 5    | 1    | 4    | 1    | 2    | 1    | 40     |

| #    | Giocatrice             | Ranking | Evento                               | Superficie      | Turno | Punteggio            | Rank. KPR |
| ---- | ---------------------- | ------- | ------------------------------------ | --------------- | ----- | -------------------- | --------- |
| 2014 |                        |         |                                      |                 |       |                      |           |
| 1.   | Angelique Kerber       | 9       | Nürnberger Cup, Norimberga           | Terra rossa     | QF    | 7–6(5), 6–4          | 64        |
| 2.   | Ana Ivanović           | 9       | US Open, New York                    | Cemento         | 2T    | 7–5, 6–4             | 42        |
| 2015 |                        |         |                                      |                 |       |                      |           |
| 3.   | Angelique Kerber (2)   | 9       | Sydney International, Sydney         | Cemento         | SF    | 6–3, 6–2             | 22        |
| 4.   | Ana Ivanović (2)       | 6       | Dubai Tennis Championships, Dubai    | Cemento         | 3T    | 6–2, 4–6, 6–4        | 18        |
| 5.   | Carla Suárez Navarro   | 9       | Birmingham Classic, Birmingham       | Erba            | QF    | 6–2, 6–2             | 12        |
| 2016 |                        |         |                                      |                 |       |                      |           |
| 6.   | Simona Halep           | 3       | Fed Cup, Cluj-Napoca                 | Cemento (i)     | QF    | 6(4)–7, 6–4, 6–2     | 13        |
| 7.   | Svetlana Kuznecova     | 10      | Cincinnati Open, Cincinnati          | Cemento         | QF    | 6–3, 4–6, 6–2        | 17        |
| 8.   | Garbiñe Muguruza       | 3       | Cincinnati Open, Cincinnati          | Cemento         | SF    | 6–1, 6–3             | 17        |
| 9.   | Angelique Kerber (3)   | 2       | Cincinnati Open, Cincinnati          | Cemento         | F     | 6–3, 6–1             | 17        |
| 10.  | Venus Williams         | 6       | US Open, New York                    | Cemento         | 4T    | 4–6, 6–4, 7–6(3)     | 11        |
| 11.  | Serena Williams        | 1       | US Open, New York                    | Cemento         | SF    | 6–2, 7–6(3)          | 11        |
| 12.  | Garbiñe Muguruza (2)   | 6       | WTA Finals, Singapore                | Cemento (i)     | RR    | 6–2, 6(4)–7, 7–5     | 5         |
| 2017 |                        |         |                                      |                 |       |                      |           |
| 13.  | Garbiñe Muguruza (3)   | 7       | Fed Cup, Ostrava                     | Cemento (i)     | QF    | 6–2, 6–2             | 3         |
| 14.  | Dominika Cibulková     | 5       | Qatar Ladies Open, Doha              | Cemento         | SF    | 6–4, 4–6, 6–3        | 3         |
| 15.  | Garbiñe Muguruza (4)   | 7       | Indian Wells Open, Indian Wells      | Cemento         | QF    | 7–6(2), 7–6(5)       | 3         |
| 16.  | Svetlana Kuznecova (2) | 8       | Eastbourne International, Eastbourne | Erba            | QF    | 6(7)–7, 6–2, 6–4     | 3         |
| 17.  | Caroline Wozniacki     | 6       | Eastbourne International, Eastbourne | Erba            | F     | 6–4, 6–4             | 3         |
| 18.  | Caroline Wozniacki (2) | 5       | Cincinnati Open, Cincinnati          | Cemento         | QF    | 6–2, 6–4             | 1         |
| 19.  | Venus Williams (2)     | 5       | WTA Finals, Singapore                | Cemento (i)     | RR    | 6–2, 6–2             | 3         |
| 20.  | Garbiñe Muguruza (5)   | 2       | WTA Finals, Singapore                | Cemento (i)     | RR    | 6–2, 6–2             | 3         |
| 2018 |                        |         |                                      |                 |       |                      |           |
| 21.  | Jeļena Ostapenko       | 5       | Stuttgart Open, Stoccarda            | Terra rossa (i) | QF    | 5–7, 7–5, 6–4        | 6         |
| 22.  | Sloane Stephens        | 9       | Madrid Open, Madrid                  | Terra rossa     | 3T    | 6–2, 6–3             | 6         |
| 23.  | Simona Halep (2)       | 1       | Madrid Open, Madrid                  | Terra rossa     | QF    | 6–4, 6–2             | 6         |
| 24.  | Naomi Ōsaka            | 7       | Pan Pacific Open, Tokyo              | Cemento (i)     | F     | 6–4, 6–4             | 8         |
| 25.  | Caroline Wozniacki (3) | 3       | WTA Finals, Singapore                | Cemento (i)     | RR    | 6–2, 6–4             | 8         |
| 26.  | Petra Kvitová          | 5       | WTA Finals, Singapore                | Cemento (i)     | RR    | 6–3, 6–4             | 8         |
| 2019 |                        |         |                                      |                 |       |                      |           |
| 27.  | Simona Halep (3)       | 3       | Miami Open, Miami Gardens            | Cemento         | SF    | 7–5, 6–1             | 7         |
| 28.  | Kiki Bertens           | 4       | Eastbourne International, Eastbourne | Erba            | SF    | 6–1, 6–2             | 3         |
| 29.  | Angelique Kerber (4)   | 5       | Eastbourne International, Eastbourne | Erba            | F     | 6–1, 6–4             | 3         |
| 30.  | Bianca Andreescu       | 4       | WTA Finals, Singapore                | Cemento (i)     | RR    | 6–3, rit.            | 2         |
| 31.  | Simona Halep (4)       | 5       | WTA Finals, Singapore                | Cemento (i)     | RR    | 6–0, 2–6, 6–4        | 2         |
| 2020 |                        |         |                                      |                 |       |                      |           |
| 32.  | Naomi Ōsaka (2)        | 4       | Brisbane International, Brisbane     | Cemento         | SF    | 6(10)–7, 7–6(3), 6–2 | 2         |
| 2021 |                        |         |                                      |                 |       |                      |           |
| 33.  | Aryna Sabalenka        | 4       | Torneo di Wimbledon, Londra          | Erba            | SF    | 5–7, 6–4, 6–4        | 13        |
| 34.  | Aryna Sabalenka (2)    | 3       | Canadian Open, Montréal              | Cemento         | SF    | 6–3, 6–4             | 6         |
| 35.  | Garbiñe Muguruza (6)   | 5       | WTA Finals, Guadalajara              | Cemento         | RR    | 4–6, 6–2, 7–6(6)     | 4         |
| 36.  | Barbora Krejčíková     | 3       | WTA Finals, Guadalajara              | Cemento         | RR    | 0–6, 6–4, 6–4        | 4         |
| 2022 |                        |         |                                      |                 |       |                      |           |
| 37.  | Maria Sakkarī          | 4       | Canadian Open, Toronto               | Cemento         | 3T    | 6–1, 6(9)–7, 6–3     | 14        |
| 2023 |                        |         |                                      |                 |       |                      |           |
| 38.  | Maria Sakkarī (2)      | 7       | Dubai Tennis Championships, Dubai    | Cemento         | 2T    | 6–1, 6–2             | 18        |
| 39.  | Maria Sakkarī (3)      | 9       | Stuttgart Open, Stoccarda            | Terra rossa (i) | 1T    | 6–2, 6–3             | 17        |
| 2024 |                        |         |                                      |                 |       |                      |           |
| 40.  | Ons Jabeur             | 10      | Nottingham Open, Nottingham          | Erba            | QF    | 7–6(8), 6(3)–7, 7–5  | 50        |